# Dropkick
Dropkick é um golpe de luta-livre em que o lutador aplica um chute aéreo ("voadora") no adversário, utilizando os dois pés ao mesmo tempo, geralmente acertando a cabeça ou os joelhos do adversário (Low Dropkick). O Dropkick possui algumas variações.

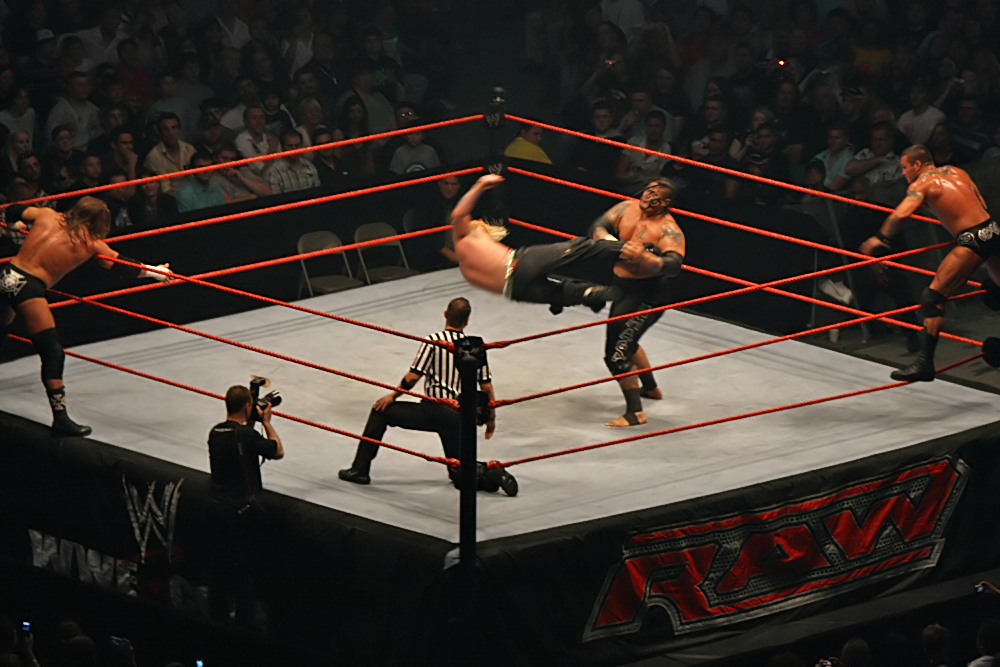
Jeff Hardy aplicando um Dropkick em Umaga

## Variações

### Baseball Slide
É um golpe em que geralmente o adversário está nas cordas e o lutador corre para as cordas opostas, a fim de pegar impulso e aplicar o dropkick de baixa altura. Normalmente, esse golpe é realizado quando o adversário está caído próximo as cordas, então usa-se o Basebal Slide a fim de empurra-lo para fora do ringue. Ou quando o adversário já fora do ringue, tenta subir e então aplica o golpe para evitar.

### Corner dropkick
É o Dropkick aplicado quando o adversário está no canto do ringue. O adversário pode está sentado, encostado no turnbuckle, então o wrestler corre e aplica um dropkick em seu tórax. Ou o adversário pode estar com as pernas presas nas cordas, de cabeça para baixo, então o lutador aplica o golpe no rosto. Essa última versão era muito usada pelo lutador Daniel Bryan.

### Front dropkick
Front dropkick ou flying dropkick é o dropkick aplicado no alto do corner, quando o adversário está em pé numa distância mais afastada.

### Running Dropkick
O Running Dropkick é um golpe no qual o wrestler corre e acerta o golpe em qualquer região do corpo do oponente. 

#### Running single leg Dropkick
É um Running Dropkick com apenas uma perna. O wrestler corre e dá um grande salto, atingindo-o com qualquer perna.

### Missile dropkick
Também conhecido como diving dropkick. O lutador quando está no alto do corner e o adversário está em pé, em uma distância próxima. O lutador projeta seu corpo para frente, num salto onde aplica o Dropkick com os pés voltados para o chão, tomando forma de um míssil, por isso o nome Missile dropkick.

#### Corner-to-corner missile dropkick
Nesta variação, o adversário está sentado ou pendurado de cabeça para baixo nas cordas com as pernas, encostado no canto do ringue. O wrestler sobe no corner ao lado e aplica um Missile Dropkick no rosto do adversário. Exige-se muita agilidade do lutador, pois a distância do salto é muito grande. É usado por Shane McMahon e Rob Van Dam.

### Springboard dropkick
É um dropkick no qual o aplicante salta de cima da corda superior. Tyler Reks usa o golpe, aplicando com as duas pernas no tóraz do oponente.

### Moonsalt Dropkick
O atacante aplica o moonsalt de uma altura elevada, acertando um dropkick, caindo de barriga, ou, se conseguir, de pé.

### Ropewalk Dropkick
O atacante sobe na Top Rope, pulando, acertando um dropkick, caindo de costas no chão.

### Outside Dropkick
O atacante pula por cima das três cordas para fora do ringue, acertando um dropkick comum. Usado em academias de wrestling, ou em lutas No DQ.

### Standing Dropkick
O atacante espera o oponente pular do Turnbukle, pulando também, acertando um dropkick no peito do oponente. Utilizado em uma luta entre Randy Orton e Rey Mysterio.

### Single leg drop kick
Esse movimento é exatamente o que um dropkick normal seria, porém, o usuário usa apenas uma perna para atacar o oponente enquanto a outra fica flexionada para não atingi-lo.

### Double Kick Dropkick
Consiste em o atacante pular em posição dropkick, batendo um pé de cada vez, causando mais dano ao seu oponente. Outra variação, é o Triple Kick Dropkick, onde o atacante aplica três chutes.

### Buisaku Knee
Pouco utilizado no wrestling profissional, o wrestler pula com uma das pernas dobradas(geralmente a de baixo) e salta acertando apenas o joelho da perna dobrada na cabeça do oponente,utilizado por Daniel Bryan